# 林春粟
林春粟（1918年9月—1993年2月），又名林鹄，福建省晋江市英林镇港塔村人。中华人民共和国政治人物。

## 生平
1939年11月，加入中国共产党。1940年6月，任中共港塔支部委员。1943年3月至1945年4月，任中共沿海区委委员。1944年春至1945年9月，任中共港塔支部书记。1945年4月至1948年1月，任中共沿海区委书记。
中华人民共和国成立后，1949年9月任晋江县第十区公所生产建设助理员。1950年3月，任晋江县第十二区委员会农会主任；同年10月，任晋江县农会委员。1952年7月，任中共晋江县第十四区委员会书记。1954年11月，调中共福建省委党校学习。1955年9月，任中共晋江县马甲区委员会书记，同年12月，任中共晋江县委委员。1956年6月，任中共晋江县河市区委员会书记。1958年3月，任中共晋江县马甲乡委员会书记；8月，任晋江专区山美水电站第二大队教导员；11月任福建省潘洛铁矿第二车间第二营教导员。1959年10月，在中共晋江地委农工部工作。1961年6月，任中共晋江县蚶江人民公社委员会书记。1966年10月，任中共晋江县委第二届监察委员会书记。1969年11月，任晋江县革委会政治组副组长，是中共晋江县第三届委员会委员。1978年2月退休，1979年5月办理离休。1993年2月，因病逝世。